# Angela Luce
Angela Luce (Nápoles, 3 de diciembre de 1938) es una actriz y cantante italiana, reconocida intérprete de canción napolitana. Ha aparecido en cerca de 80 películas desde su debut en el cine en 1958.

## Filmografía seleccionada
- La sposa (1958)
- Le sorprese dell'amore (1959)
- Il vedovo (1959)
- A noi piace freddo (1960)
- Gastone (1960)
- Letto a tre piazze (1960)
- Gentlemen Are Born (1960)

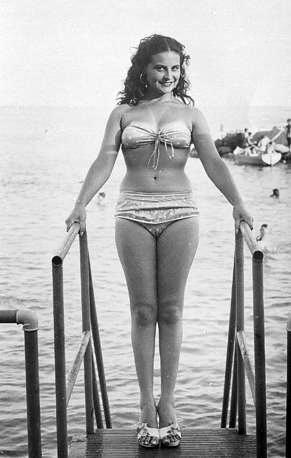
Angela Luce en 1955.

- Toto, Fabrizi and the Young People Today (1960)
- Odio mortale (1962)
- Roaring Years (Anni ruggenti, 1962)
- March on Rome (La Marcia su Roma, 1963)
- Due mafiosi contro Al Capone (1966)
- For a Few Dollars Less (Per qualche dollaro in meno, 1966)
- Shoot Loud, Louder... I Don't Understand (Spara forte, più forte... non-capisco!, 1966)
- The Stranger (Lo straniero, 1967)
- Where Are You Going All Naked? (Dove vai tutta nuda?, 1969)
- Specialists (Gli specialisti, 1969)
- Pensiero d'amore (1969)
- Ma chi t'ha dato la patente? (1970)
- Ninì Tirabusciò: la donna che inventò la mossa (1970)
- 'Tis Pity She's a Whore (Addio, fratello crudele, 1971)
- Man of the Year (Homo Eroticus, 1971)
- The Decameron (Il decameron, 1971)
- Malicious (Malizia, 1973)
- Io tigro, tu tigri, egli tigra (1978)
- Lacrime napulitane (1981)
- Zampognaro innamorato (1983)
- Pacco, doppio pacco e contropaccotto (1993)
- Nasty Love (L'amore molesto, 1995)
- The Second Wedding Night (La seconda notte di nozze, 2005)
- Passione (2010)

## Discografía seleccionada
- I Colori Della Vita (2004, Polosud Records)